# Семь рублей пятьдесят копеек
Семь рублей пятьдесят копеек — золотая монета Российской империи, чеканившаяся после проведённой Сергеем Юльевичем Витте денежной реформы, на Санкт-Петербургском монетном дворе в 1897 году при правлении императора Николая II.

## История
На первый взгляд достаточно странный, дробный номинал. Однако объяснение легко находится изучением итогов денежной реформы С.Ю.Витте 1895–1897 годов. С целью приучить население к золотому обращению Высочайше утверждённым мнением Государственного совета «О сделках, заключаемых на российскую золотую монету» с 8 мая 1895 г. было разрешено осуществление платежей золотой монетой, курс кредитного рубля для приема в Государственный банк, кассы правительственных учреждений и железных дорог, установлен на уровне 7 рублей 40 копеек кредитными билетами за золотой полуимпериал номиналом 5 рублей. А с 1 января 1896 - 7 рублей 50 копеек. Таким образом, полуимпериал эпохи Александра III, весом 6,45 г и номиналом в 5 рублей подорожал в бумажных деньгах (кредитных билетах) ровно на половину своей стоимости. Высочайшим указом 13611 от 3 января 1897 года определен выпуск в оборот монеты номиналом 7 рублей 50 копеек. Монета чеканились только в 1897 году. Всего, согласно отчётности Монетного двора и данных В.В.Узденикова было отгружено 16 829 000 монет этого номинала.
Монета 7,50 рублей по золотому содержанию и диаметру совпадала с французской 20-франковой монетой и другими аналогичными монетами Латинского монетного союза.

## Описание
По своим параметрам (лигатурный вес, проба, содержание чистого золота, диаметр и допустимые отклонения) как отмечено выше монета соответствовала 5-рублевой монете Александра III: содержит в себе 900 частей чистого золота и 100 частей меди (золото 900 пробы). Лигатурный вес монеты составляет один золотник сорок девять и две десятые доли (6,4520 г). Вес чистого золота - один золотник тридцать четыре и шестьдесят восемь сотых долей (5,8068 г). Диаметр монеты - 84 точки (21,336 мм). Предельный вес, при котором монета принималась в казну по нарицательной стоимости, определён в один золотник сорок восемь долей (6,3986 г). В дальнейшем отмеченные параметры были закреплены Монетным Уставом 1899 г.. 

### Аверс
Аверс монеты 7 рублей 50 копеек содержит профильный портрет Николая II, обращённый влево. Слева от профиля снизу вверх полукругом вдоль канта надпись: «Б.М.НИКОЛАЙ II ИМПЕРАТОРЪ». Справа от профиля также по окружности вдоль канта сверху вниз надпись: «И САМОДЕРЖЕЦЪ ВСЕРОСС.». Кант по всему периметру аверса монеты украшен зубчатым орнаментом. По аверсу различают три варианта этой монеты:
- узкий кант рельефный портрет, монета встречается часто;
- широкий кант сглаженный портрет, более редкая монета;
- широкий кант рельефный портрет, самый редкий вариант.

### Реверс
На реверсе монеты размещён герб Российской империи — двуглавый орёл, коронованный двумя императорскими коронами, над которыми Большая императорская корона с двумя развевающимися концами ленты Ордена Святого апостола Андрея Первозванного. На груди орла герб московский: Святой великомученик и победоносец Георгий на коне, поражающий дракона копьём. Вокруг щита цепь ордена святого Андрея Первозванного. На крыльях орла размещены щиты с гербами Царства Казанского, Царства Польского, Царства Херсонеса Таврического, соединённый герб Великих княжеств Киевского, Владимирского и Новгородского, Царства Астраханского, Царства Сибирского, Царства Грузинского и Княжества Финляндского. В лапах орла — скипетр и держава. Под орлом размещена надпись с номиналом монеты «7 РУБЛЕЙ 50 КОПЕЕК» и год её чеканки «1897 Г.». По всему периметру реверса монеты — зубчатый орнамент.

### Гурт
Гурт монеты содержит надпись «ЧИСТАГО ЗОЛОТА 1 ЗОЛОТНИКЪ 34,68 ДОЛЕИ», а также инициалы минцмейстера Санкт-Петербургского монетного двора Аполлона Грасгофа, заключённые в скобки: «(А•Г)».